# (25619) Martonspohn
(25619) Martonspohn est un astéroïde de la ceinture principale d'astéroïdes.

## Description
(25619) Martonspohn est un astéroïde de la ceinture principale d'astéroïdes. Il fut découvert le 3 janvier 2000 à Socorro (Nouveau-Mexique) par le projet LINEAR. Il présente une orbite caractérisée par un demi-grand axe de 2,70 UA, une excentricité de 0,07 et une inclinaison de 5,1° par rapport à l'écliptique.

## Compléments